# Cortometraggi di Felix the Cat
Lista dei 182 cortometraggi animati della serie Felix the Cat, suddivisi per casa di produzione cinematografica.

## Paramount Pictures (1919–1921)

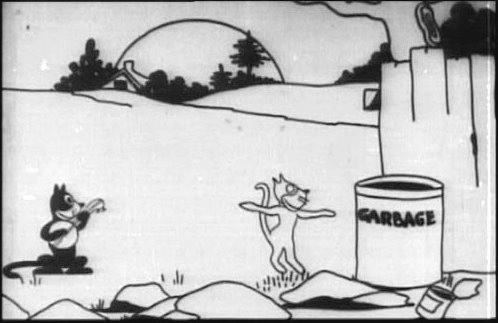
Felix nella sua prima apparizione in Feline Follies (1919) in cui il personaggio è chiamato Master Tom.

Paramount Pictures ha distribuito i primi 26 cortometraggi di Felix prima col nome di Master Tom e poi con il titolo di The Adventures of Felix.
| Titolo                    | Data di pubblicazione |
| ------------------------- | --------------------- |
| Feline Follies            | 9 novembre 1919       |
| The Musical Mews          | 16 novembre 1919      |
| The Adventures of Felix   | 14 dicembre 1919      |
| A Frolic with Felix       | 25 gennaio 1920       |
| Felix the Big Game Hunter | 22 febbraio 1920      |
| Wrecking a Romeo          | 7 marzo 1920          |
| Felix the Food Controller | 11 aprile 1920        |
| Felix the Pinch Hitter    | 18 aprile 1920        |
| Foxy Felix                | 16 maggio 1920        |
| A Hungry Hoodoo           | 6 giugno 1920         |
| The Great Cheese Robbery  | 13 giugno 1920        |
| Felix and the Feed Bag    | 18 luglio 1920        |
| Nifty Nurse               | 22 agosto 1920        |
| The Circus                | 26 settembre 1920     |
| My Hero                   | 24 ottobre 1920       |
| Felix the Landlord        | 21 novembre 1920      |
| Felix's Fish Story        | 26 dicembre 1920      |
| Felix the Gay Dog         | 6 febbraio 1921       |
| Down on the Farm          | 13 febbraio 1921      |
| Felix the Hypnotist       | 20 marzo 1921         |
| Free Lunch                | 17 aprile 1921        |
| Felix Goes on Strike      | 15 maggio 1921        |
| Felix Out of Luck         | 5 giugno 1921         |
| The Love Punch            | 3 luglio 1921         |
| Felix Left at Home        | 17 luglio 1921        |

## Margaret J. Winkler (1922–1925)

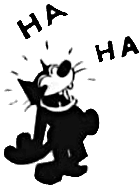
Una scena da Felix in Hollywood (1923)

| Titolo                      | Data di pubblicazione |
| --------------------------- | --------------------- |
| Felix Saves the Day         | 1º febbraio 1922      |
| Felix at the Fair           | 1º marzo 1922         |
| Felix Makes Good            | 1º aprile 1922        |
| Felix All at Sea            | 1º maggio 1922        |
| Felix in Love               | 1º giugno 1922        |
| Felix in the Swim           | 1º luglio 1922        |
| Felix Finds a Way           | 1º agosto 1922        |
| Felix Gets Revenge          | 1º settembre 1922     |
| Felix Wakes Up              | 15 settembre 1922     |
| Felix Minds the Kid         | 1º ottobre 1922       |
| Felix Turns the Tide        | 15 ottobre 1922       |
| Felix Fifty-Fifty           | 21 ottobre 1922       |
| Felix Comes Back            | 1922                  |
| Felix on the Trail          | 1º novembre 1922      |
| Felix Lends a Hand          | 15 novembre 1922      |
| Felix Gets Left             | 1º dicembre 1922      |
| Felix in the Bone Age       | 15 dicembre 1922      |
| Felix the Ghost Breaker     | 1º gennaio 1923       |
| Felix Win's Out             | 15 gennaio 1923       |
| Felix Tries for Treasure    | 15 aprile 1923        |
| Felix Revolts               | May 1, 1923           |
| Felix Calms His Conscience  | 15 maggio 1923        |
| Felix the Globe Trotter     | 1º giugno 1923        |
| Felix Gets Broadcasted      | 15 giugno 1923        |
| Felix Strikes it Rich       | 1º luglio 1923        |
| Felix in Hollywood          | 15 luglio 1923        |
| Felix in Fairyland          | 1º agosto 1923        |
| Felix Laughs Last           | 15 agosto 1923        |
| Felix and the Radio         | 1923                  |
| Felix Fills a Shortage      | 15 novembre 1923      |
| Felix the Goat-Getter       | 1º dicembre 1923      |
| Felix Goes A-Hunting        | 15 dicembre 1923      |
| Felix Out of Luck           | 1º gennaio 1924       |
| Felix Loses Out             | 15 gennaio 1924       |
| Felix 'Hyps' the Hippo      | 1º febbraio 1924      |
| Felix Crosses the Crooks    | 15 febbraio 1924      |
| Felix Tries to Rest         | 29 febbraio 1924      |
| Felix Doubles for Darwin    | 15 marzo 1924         |
| Felix Finds Out             | 1º aprile 1924        |
| Felix Cashes In             | 1924                  |
| Felix Fairy Tales           | 1924                  |
| Felix Pinches the Pole      | 1º maggio 1924        |
| Felix Puts it Over          | 15 maggio 1924        |
| A Friend in Need            | 1º giugno 1924        |
| Felix Finds 'Em Fickle      | 15 giugno 1924        |
| Felix Baffled by Banjos     | 15 giugno 1924        |
| Felix All Balled Up         | 1º luglio 1924        |
| Felix Brings Home the Bacon | 15 luglio 1924        |
| Felix Goes West             | 1º agosto 1924        |
| Felix Minds His Business    | 1924                  |
| Felix Grabs His Grub        | settembre 1924        |
| Felix Goes Hungry           | 1º dicembre 1924      |
| Felix Finishes First        | 15 dicembre 1924      |
| Felix Wins and Loses        | 1º gennaio 1925       |
| Felix All Puzzled           | 15 gennaio 1925       |
| Felix Follows the Swallows  | 1º febbraio 1925      |
| Felix Rests in Peace        | 15 febbraio 1925      |
| Felix Gets His Fill         | 1º marzo 1925         |
| Felix Full O' Fight         | 13 aprile 1925        |
| Felix Outwits Cupid         | 27 aprile 1925        |
| Felix Monkeys with Magic    | 8 maggio 1925         |
| Felix Cops the Prize        | 25 maggio 1925        |
| Felix Gets the Can          | 8 giugno 1925         |
| Felix Dopes it Out          | 15 agosto 1925        |

## Educational Pictures (1925–1928)
| Titolo                                | Data di pubblicazione |
| ------------------------------------- | --------------------- |
| Felix the Cat Trifles with Time       | 23 agosto 1925        |
| Felix the Cat Busts into Business     | 6 settembre 1925      |
| Felix the Cat Trips thru Toyland      | 20 settembre 1925     |
| Felix the Cat on the Farm             | 4 ottobre 1925        |
| Felix the Cat on the Job              | 18 ottobre 1925       |
| Felix the Cat in the Cold Rush        | 1º novembre 1925      |
| Felix the Cat in East are West        | 15 novembre 1925      |
| Felix the Cat Tries the Trades        | 29 novembre 1925      |
| Felix the Cat at the Rainbow's End    | 13 dicembre 1925      |
| Felix the Cat Kept on Walking         | 27 dicembre 1925      |
| Felix the Cat Spots the Spook         | 10 gennaio 1926       |
| Felix the Cat Flirts with Fate        | 24 gennaio 1926       |
| Felix the Cat in Blunderland          | 7 febbraio 1926       |
| Felix the Cat Fans the Flames         | 21 febbraio 1926      |
| Felix the Cat Laughs it Off           | 7 marzo 1926          |
| Felix the Cat Weathers the Weather    | 21 marzo 1926         |
| Felix the Cat Uses His Head           | 4 aprile 1926         |
| Felix the Cat Misses the Cue          | 18 aprile 1926        |
| Felix the Cat Braves the Briny        | 2 maggio 1926         |
| A Tale of Two Kitties                 | 16 maggio 1926        |
| Felix the Cat Scoots Through Scotland | 30 maggio 1926        |
| Felix the Car Rings the Ringer        | 13 giugno 1926        |
| School Daze                           | 27 giugno 1926        |
| Felix the Cat Seeks Solitude          | 11 luglio 1926        |
| Felix the Cat Misses His Swiss        | 25 luglio 1926        |
| Gym Gems                              | 8 agosto 1926         |
| Two-Lip Time                          | 22 agosto 1926        |
| Scrambled Yeggs                       | 5 settembre 1926      |
| Felix the Cat Shatters the Sheik      | 19 settembre 1926     |
| Felix the Cat Hunts the Hunter        | 3 ottobre 1926        |
| Land O' Fancy                         | 17 ottobre 1926       |
| Felix the Cat Bursts a Bubble         | 31 ottobre 1926       |
| Reverse English                       | 14 novembre 1926      |
| Felix the Cat Trumps the Ace          | 28 novembre 1926      |
| Felix the Cat Collars the Button      | 12 dicembre 1926      |
| Zoo Logic                             | 29 dicembre 1926      |
| Felix the Cat Dines and Pines         | 9 gennaio 1927        |
| Pedigreedy                            | 23 gennaio 1927       |
| Icy Eyes                              | 6 febbraio 1927       |
| Felix the Cat Stars in Stripes        | febbraio 1927         |
| Felix the Cat Seems 'Em in Season     | 6 marzo 1927          |
| Barn Yarns                            | 20 marzo 1927         |
| Germ Mania                            | 3 aprile 1927         |
| Sax Appeal                            | 27 aprile 1927        |
| Eye Jinks                             | 1º maggio 1927        |
| Roameo                                | 15 maggio 1927        |
| Felix the Cat Ducks His Duty          | 29 maggio 1927        |
| Dough-Nutty                           | 12 giugno 1927        |
| LocoMotive                            | 26 giugno 1927        |
| Art for Heart's Sake                  | 10 luglio 1927        |
| The Travel-Hog                        | 14 luglio 1927        |
| Jack From All Trades                  | 7 agosto 1927         |
| The Non-Stop Fright                   | 21 agosto 1927        |
| Wise Guise                            | 4 settembre 1927      |
| Flim Flam Films                       | 18 settembre 1927     |
| Felix the Cat Switches Witches        | 2 ottobre 1927        |
| No Fuelin'                            | 16 ottobre 1927       |
| Daze and Kights                       | 20 ottobre 1927       |
| Uncle Tom's Crabbin'                  | 13 novembre 1927      |
| Whys and Other Whys                   | 27 novembre 1927      |
| Felix the Cat Hits the Deck           | 11 dicembre 1927      |
| Felix the Cat Behind in Front         | 25 dicembre 1927      |
| The Smoke Scream                      | 8 gennaio 1928        |
| Draggin' th' Dragon                   | 22 gennaio 1928       |
| The Oily Bird                         | 5 febbraio 1928       |
| Ohm Sweet Ohm                         | 19 febbraio 1928      |
| Japanicky                             | 4 marzo 1928          |
| Polly-tics                            | 18 marzo 1928         |
| Comicalamities                        | 1º aprile 1928        |
| Felix the Cat in Sure-Locked Homes    | 15 aprile 1928        |
| Eskimotive                            | 19 aprile 1928        |
| Arabiantics                           | 13 maggio 1928        |
| In- and Out-Laws                      | 27 maggio 1928        |
| Outdoor Indore                        | 10 giugno 1928        |
| Futuritzy                             | 24 giugno 1928        |
| Astronomeows                          | 8 luglio 1928         |
| Jungle Bungles                        | 22 luglio 1928        |
| The Last Life                         | 5 agosto 1928         |

## First National Pictures (1928–1929)
Non è noto se in questo periodo sono stati prodotti altri cartoni di Felix o se la First National ha solo redistribuito quelli vecchi.

## Copley Pictures (1929–1930)
Copley Pictures è stata la prima società che ha distribuito i cartoni di Felix sonori. Alcuni episodi muti di Felix sono stati sonorizzati dalla Copley, e sono state tagliate le didascalie per adattarli al suono.
| Titolo                       | data di pubblicazione |
| ---------------------------- | --------------------- |
| False Vases                  | 1929                  |
| One Good Turn                | 1929                  |
| Romeeow                      | 1929                  |
| The Cat's Meow               | 1929                  |
| April Maze                   | 1930                  |
| Felix the Cat Woos Whoopee   | 1930                  |
| Forty Winks                  | 1930                  |
| Hootchy Kootchy Parlais Vous | 1930                  |
| Oceantics                    | 1930                  |
| Skulls and Sculls            | 1930                  |
| Tee Time                     | 1930                  |
| Titolo sconosciuto           | 1930                  |

## Van Beuren/RKO (1936)
Questa breve riapparizione di Felix è stata prodotta dai Van Beuren Studios e distribuita da RKO Radio Pictures.
| Titolo                                               | Data di pubblicazione |
| ---------------------------------------------------- | --------------------- |
| Felix the Cat and the Goose that Laid the Golden Egg | 7 febbraio 1936       |
| Neptune Nonsense                                     | 20 marzo 1936         |
| Bold King Cole                                       | 29 maggio 1936        |